# Macedônia (São Paulo)
Macedônia es un municipio brasileño situado en el estado de São Paulo. Tiene una población estimada, en 2021, de 3686 habitantes. Se localiza a una latitud 20°8′45″ sur y a una longitud 50º11'40" oeste, a una altitud de 502 metros.

## Demografía

### Datos del censo de 2010
Población total: 3.664
- Urbana: 2.777
- Rural: 887
- Hombres: 1.837
- Mujeres: 1.827

Densidad demográfica (hab./km²): 11,18

### Datos del censo de 2000
Mortalidad infantil hasta 1 año (por mil): 15,97
Expectativa de vida (años): 71,17
Tasa de fertilidad (hijos por mujer): 1,91
Tasa de alfabetización: 85,81%
Índice de Desarrollo Humano (IDH-M): 0,757
- IDH-M Salario: 0,669
- IDH-M Longevidad: 0,769
- IDH-M Educación: 0,832

(Fuente: IPEADATA)

## Religión
El Cristianismo está presente en la ciudad de la siguiente manera:

### Iglesia Católica
La iglesia católica del municipio forma parte de la Diócesis de Jales.

### Iglesia Protestante
En la ciudad están presentes las más diversas creencias evangélicas, principalmente pentecostales, incluidas las Asambleas de Dios de Brasil (la iglesia evangélica más grande del país), Congregación Cristiana, entre otras. Estas denominaciones están creciendo cada vez más en todo Brasil.